# Microprosopa diversipes
Microprosopa diversipes är en tvåvingeart som beskrevs av Charles Howard Curran 1927. Microprosopa diversipes ingår i släktet Microprosopa och familjen kolvflugor. Inga underarter finns listade i Catalogue of Life.